# Kreissparkasse Freudenstadt
Die Kreissparkasse Freudenstadt ist eine Sparkasse mit Sitz in Freudenstadt, Baden-Württemberg. Ihr Geschäftsgebiet umfasst den Landkreis Freudenstadt.

## Organisationsstruktur
Die Kreissparkasse Freudenstadt ist eine Anstalt des öffentlichen Rechts. Rechtsgrundlagen sind das Sparkassengesetz für Baden-Württemberg und die durch den Verwaltungsrat der Sparkasse erlassene Satzung. Organe der Sparkasse sind der Vorstand und der Verwaltungsrat.

## Geschäftsausrichtung
Die Kreissparkasse Freudenstadt betreibt als Sparkasse das Universalbankgeschäft. Sie ist Marktführer in ihrem Geschäftsgebiet. Die Kreissparkasse Freudenstadt wies im Geschäftsjahr 2023 eine Bilanzsumme von 2,242 Mrd. Euro aus und verfügte über Kundeneinlagen von 1,693 Mrd. Euro. Gemäß der Sparkassenrangliste 2023 liegt sie nach Bilanzsumme auf Rang 217. Sie unterhält 21 Filialen/Selbstbedienungsstandorte und beschäftigt 293 Mitarbeiter.

## Geschichte
Die Bank wurde 1834 gegründet.

## Sparkassen-Finanzgruppe
Die Kreissparkasse Freudenstadt ist Teil der Sparkassen-Finanzgruppe und gehört damit auch ihrem Haftungsverbund an. Er sichert den Bestand der Institute und sorgt dafür, dass sie auch im Fall der Insolvenz einzelner Sparkassen alle Verbindlichkeiten erfüllen können. Die Sparkasse vermittelt Bausparverträge der regionalen Landesbausparkasse, offene Investmentfonds der Deka und Versicherungen der SV SparkassenVersicherung. Im Bereich des Leasing arbeitet die Kreissparkasse Freudenstadt mit der  Deutschen Leasing zusammen. Die Funktion der Sparkassenzentralbank nimmt die Landesbank Baden-Württemberg wahr.